# Vervant, Charente-Maritime
Vervant là một xã trong tỉnh Charente-Maritime trong vùng Nouvelle-Aquitaine, tây nam nước Pháp. Xã Vervant, Charente-Maritime nằm ở khu vực có độ cao trung bình 25 mét trên mực nước biển.